# Alberto Duval
Alberto Duval (San Giovanni Rotondo, 30 luglio 1963) è un giornalista e conduttore televisivo italiano.

## Biografia
Nel 2003 è stato uno dei conduttori di Verissimo mattina su Canale 5. Attualmente lavora al TG5 svolgendo la funzione di caposervizio e di conduttore (dal 3 novembre 2014 al gennaio 2022) del TG5 Prima Pagina. In passato ha condotto dal 2007 al 2010 il TG5 Minuti (edizione flash pomeridiana del TG di Canale 5), mentre dal 2011 al 2014 l'edizione della notte.